# 斑紋角石蛾
斑紋角石蛾（学名：Stenopsyche marmorata）为角石蛾科角石蛾屬下的一个种。其种加词“marmorata”意为“大理石纹的”。